# ハークスレイ
株式会社ハークスレイは、日本の持株会社。株式会社ほっかほっか亭総本部、店舗流通ネットグループ、株式会社アサヒL&C等を傘下に持つ。
ほっかほっか亭のフランチャイジーとして設立されたが、2015年10月にフランチャイザー（統括本部）であった株式会社ほっかほっか亭総本部を吸収合併し、ほっかほっか亭のフランチャイザーとなった。
2021年10月に店舗運営事業等を株式会社ほっかほっか亭総本部へ承継し、持株会社となった。

## 概要
1980年3月に、「ほっかほっか亭」の大阪でのフランチャイジー・株式会社ほっかほっか亭大阪事業本部として設立。1985年に、株式会社ほっかほっか亭総本部が東部・関西・九州の3地域本部制を導入したことから、関西地区の地域本部となる。1986年5月に、株式会社ほっかほっか亭関西地域本部に商号変更。その後、三重県、福井県、石川県、富山県のフランチャイズ権を継承したことから、1989年1月に株式会社関西ほっかほっか亭に商号変更。1993年7月に、現在の商号に変更している。
九州や東日本でフランチャイジーとなっていた株式会社プレナスが、ダイエーから株式会社ほっかほっか亭総本部の株式を取得し大株主になった後、商標権や店舗の運営方針をめぐって株式会社ほっかほっか亭総本部と対立したことから、ハークスレイは創業者から株式会社ほっかほっか亭総本部の株式の過半数を取得し、これを子会社化した。2015年に完全子会社化を経て吸収合併した。
2021年10月20日に店舗運営事業及びそれに付帯する業務全般を株式会社ほっかほっか亭総本部へ承継し、持株会社となった。

## 沿革
- 1980年3月 - 大阪市福島区に、株式会社ほっかほっか亭大阪事業本部を設立。
- 1986年5月 - 商号を株式会社ほっかほっか亭関西地域本部に変更。
- 1989年1月 - 商号を株式会社関西ほっかほっか亭に変更。
- 1993年7月 - 商号を株式会社ハークスレイに変更。
- 1997年9月 - 日本証券業協会に株式を店頭登録。
- 2001年2月 - 東京証券取引所および大阪証券取引所市場第二部に上場。
- 2004年9月 - 東京証券取引所および大阪証券取引所市場第一部に指定替え。
- 2006年6月 - 株式会社ほっかほっか亭総本部を子会社化。
- 2009年3月 - 福岡県福岡市博多区に株式会社ハークスレイ福岡支店を開設。
- 2011年2月 - 株式交換により、TRNコーポレーションを完全子会社化[3]。
- 2012年3月 - 子会社のTRNコーポレーション株式会社と、その子会社である店舗流通ネット株式会社、店舗サポートシステム株式会社、TRNアセッツ株式会社が合併。存続会社のTRNアセッツ株式会社は、店舗流通ネット株式会社に商号変更[4]。
- 2013年1月 - 佐賀県鳥栖市に当社では初となる新店舗をオープン。
- 2015年7月 - 株式会社ほっかほっか亭総本部を完全子会社化[5]。
- 2015年10月 - 株式会社ほっかほっか亭総本部を吸収合併[6]。
- 2019年12月 - 株式会社味工房スイセンを完全子会社化[7]。
- 2021年2月 - 子会社であるアルヘイム株式会社が手掛けていた事業を会社分割によりアルヘイムフードサービス株式会社へ譲渡したと同時に、アルヘイムフードサービス全株式を株式会社万代へ譲渡[8]。
- 2021年2月 - 株式会社ファースト・メイトを完全子会社化。
- 2021年10月 - 会社分割（吸収分割）により店舗運営事業及びそれに付帯する業務全般を株式会社ほっかほっか亭総本部へ承継。
- 2022年2月 - アルヘイム株式会社を吸収合併。
- 2023年10月 - 東京証券取引所スタンダード市場へ市場変更。

## 社名
ハークスレイ（HURXLEY）という社名は、造語である。「H」は、誠実にという意味のHONESTY、弁当の温かさのHOT、心という意味のHEART。「OUR」は、英語で私たちの意味。「X」は、無限の可能性という意味。「LEY」は、自然との共生ということから牧草地という意味である。また、「ハート」「サンクス」「礼」という語感も含まれている。

## 関連会社
- 株式会社ほっかほっかフーヅ - 四国地方と兵庫県（淡路島のみ）でほっかほっか亭を展開（ハークスレイと業務提携）。持分法適用関連会社。
- 株式会社スイセンプロパティ - 連結子会社。
- 株式会社アサヒL&C - 1992年11月にハークスレイが設立。連結子会社。
- 店舗流通ネット株式会社 - 連結子会社。
- 株式会社味工房スイセン - 連結子会社。
- 株式会社ファースト・メイト - 連結子会社。
- 株式会社ほっかほっか亭総本部 - 連結子会社。